# Eunice polybranchia
Eunice polybranchia är en ringmaskart som först beskrevs av Addison Emery Verrill 1880.  Eunice polybranchia ingår i släktet Eunice och familjen Eunicidae. Inga underarter finns listade i Catalogue of Life.